# Jean Harlow, la donna che non sapeva amare
Jean Harlow, la donna che non sapeva amare (Harlow) è un film del 1965 diretto da Gordon Douglas, ispirato alla vita dell'attrice Jean Harlow.

## Trama
Il film racconta, in forma romanzata, la tormentata vita della celebre attrice Jean Harlow (1911-1937); i primi ruoli, l'incontro con il suo futuro agente Arthur Landau, il successo, il rapporto burrascoso con la madre e con il patrigno, il matrimonio con il produttore Paul Bern, la morte a soli 26 anni.

## Produzione
Costato circa 2 milioni e mezzo di dollari, il film racconta in modo romanzato la vita della celebre diva degli anni '30; il film infatti si basa su una biografia scritta da Arthur Landau e Irving Shulman.
La pellicola non menziona alcun film interpretato dall'attrice, nemmeno gli studi cinematografici con i quali era sotto contratto (la Metro Goldwyn Mayer): nel film lavora per una compagnia fittizia chiamata Majestic (con questo nome esistette davvero una società cinematografica, ma venne assorbita dalla Paramount Pictures nel 1912).
Sono stati esclusi nomi di suoi illustri colleghi dell'epoca ed anche quelli del primo e terzo marito (rispettivamente Charles McGrew e Harold Rosson). Vengono nominati solo il secondo marito Paul Bern, il suo agente Arthur Landau, la madre Jean Poe Harlow ed il patrigno Marino Bello.
La tesi del film secondo cui Paul Bern si suicidò a causa dell'impotenza venne ampiamente messa in discussione; alcuni, come l'amico e regista Henry Hathaway, suggerirono che fu assassinato da un gangster e lo studio nascose la verità per evitare cattive pubblicità.
Per la parte della Harlow venne presa in considerazione anche l'attrice Mamie Van Doren.
Per il ruolo della madre vennero considerate Joan Fontaine, Rita Hayworth, Patricia Neal e Shelley Winters: a quanto riferito, quest'ultima fu quella che rispose con un secco rifiuto; alla fine il ruolo andò a Angela Lansbury, che in realtà aveva con Carroll Baker (che interpreta Jean Harlow) solo una differenza di sei anni.
L'attore Gilbert Roland venne annunciato per una parte nel film all'inizio del 1965, ma poi non entrò nel cast.
Burt Bacharach e Hal David scrissero due canzoni per la colonna sonora, "Harlow" e "Say Goodbye", poi non utilizzate.

## Distribuzione
Il film venne distribuito nelle sale statunitensi dalla Paramount Pictures dal 23 giugno 1965.
Venne trasmesso in televisione per la prima volta dalla ABC TV nel 1967.
In Italia arrivò al cinema nel settembre 1965.